# 植物化學物

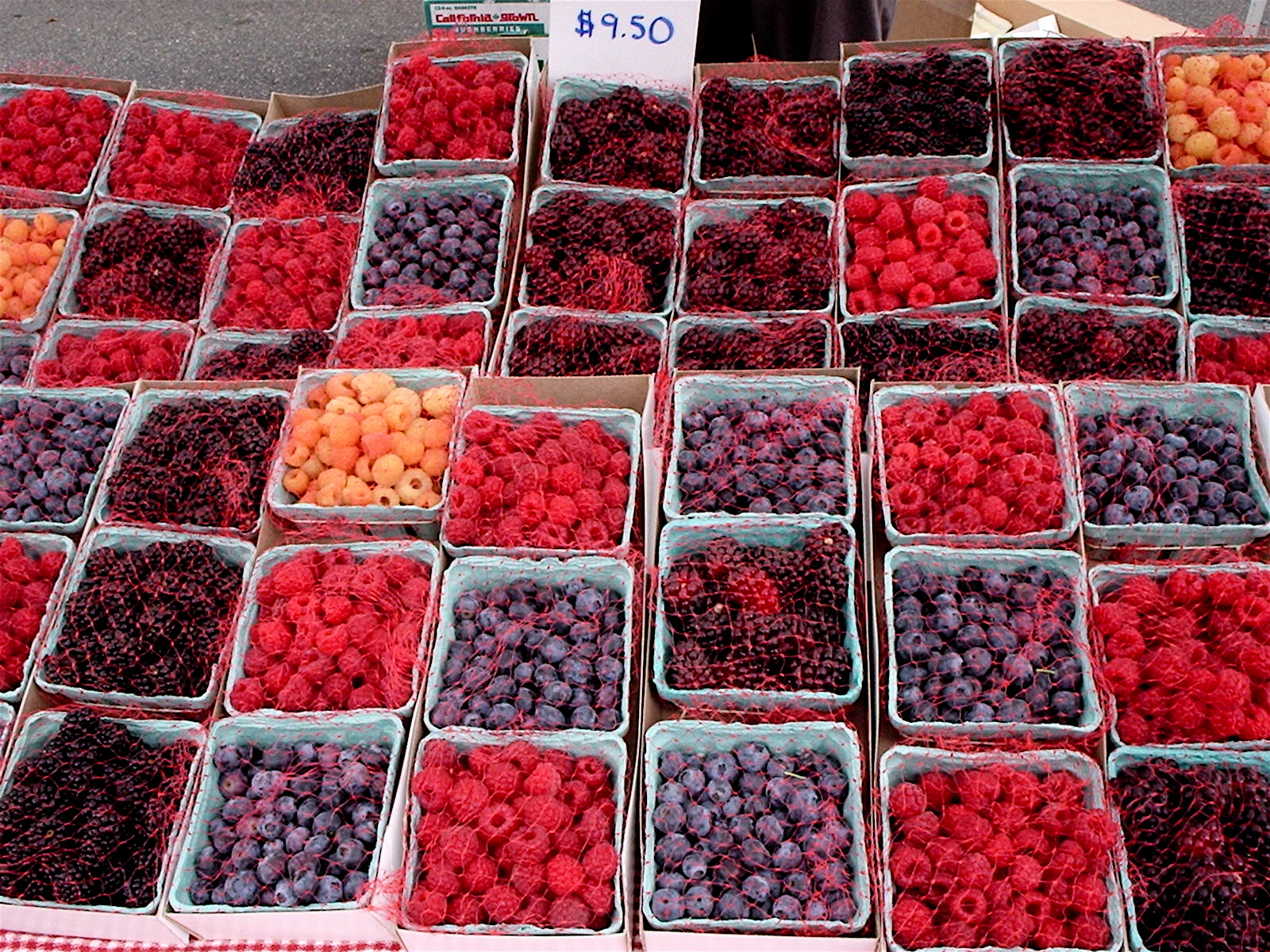
漿果的紅色，藍色和紫色主要來自稱為花青素的多酚植物化學物質。

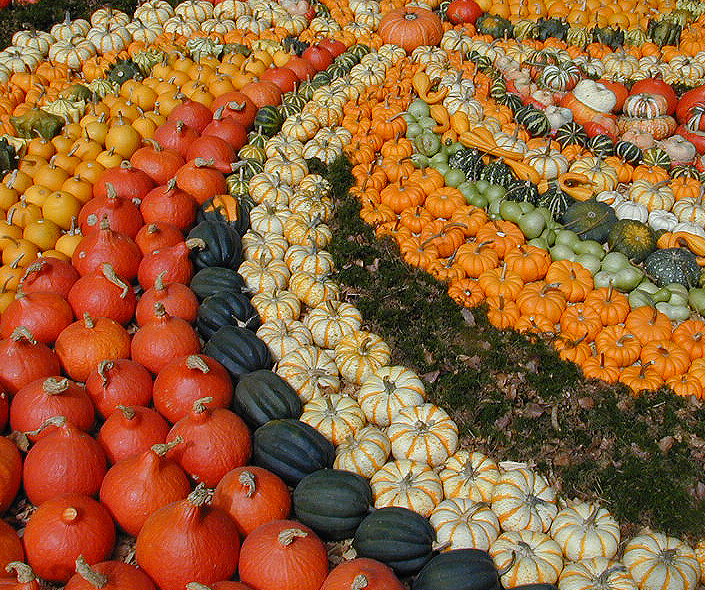
南瓜屬果實，包括南瓜，通常含有高含量的植物化學色素，稱為類胡蘿蔔素。

植物化學物又稱植物性化合物、植物生化素，簡稱植化素、植生素，是植物演化过程中维持其与周围环境相互作用的生物活性分子，也是存在於植物內的天然化學成分。例如β-胡蘿蔔素，它存在於許多植物中。植生素通常指那些可能影響人體健康的物質，但是也可以指必須營養素。雖然有許多的科學家和官方建議要多從青菜和水果中攝取營養素，但是只有少許的證據能證明植生素能對生理能產生任何影響。

## 用作替代療法
幾千年前就已經有許多植生素被當成藥物使用，例如古希臘醫師希波克拉底利用柳樹的葉子治療發燒。最初從白柳樹中提煉出的水楊苷有消炎和止痛的功效，後來與其他物質混合製成非處方藥阿司匹林。有研究指出某些蔬菜或水果中的植生素可以降低癌症發生的風險，那可能是由植物中的膳食纖維、多酚抗氧化劑和一些抗發炎的物質造成的。对于具体的植物化学物，例如可发酵膳食纤维，已被美国食品药品监督管理局允许用作有限的健康用品。最初從植物中提取的植物生化素是一種治療癌症的藥物、紫杉醇，它由太平洋紫杉中被提取出來。提取自黃花蒿的青蒿素，抗惡性瘧原蟲，獲得2015年诺贝尔生理学或医学奖。
可食用植物中的植物化學物有希望幫助預防疾病。来自于蕓薹屬植物（西蘭花、花椰菜、捲心菜、羽衣甘藍、抱子甘藍）中的3,3-二吲哚基甲烷目前经测试可以防止喉乳头状瘤病（由人类乳突病毒引起）复发，目前正在用于治疗宫颈非典型增生（由人类乳突病毒引起的癌症前期疾病）的三期临床试验中，并正在进行对前列腺癌控制的临床试验。
一些具有生理学性质的植物化學物可能是元素而不是复杂的有机分子。例如硒这种大量存在于水果与蔬菜中的元素，在人体中会参与到大量代谢途径之中，包括甲状腺激素的代谢与免疫功能。特别地，它是一种必要营养素且在内源性抗氧化剂谷胱甘肽的酶促合成过程作为一种辅因子。

### 臨床試驗及健康上的宣稱
目前有很多植物化學物在对于多种疾病的临床试验中可能会表现出药物性质。例如，来自番茄中的番茄红素，已经经过对心血管病与前列腺癌的临床试验测试。然而这些研究表明并未达成获得足够的科学共识认为其对疾病有任何的效果。美国食品药品监督管理局表态道：
“只有非常有限且初步的科学研究表明每周食用半茶杯或一茶杯的番茄和/或番茄酱可以降低患前列腺癌的风险。美国食品药品监督管理局得出结论：只有很少的科学证据支持这种宣称。”
同样的，尽管叶黄素与玉米黄质被猜测可以组织老年黃斑變性与白内障，然而只有不足的来自于临床试验的科学证据可以支持这一特定效果或健康上的宣稱。

## 食品加工
在新鮮採摘的植物裡，它含有的植物生化素最為豐富，但當經過現代的食物處理過程，例如：烹調，都會令這些生化素被破壞或消失。因此，經過工業化加工的食物很可能已喪失了相當的植物生化素，從而使其比未經處理的食物不健康。欠缺植物生化素的經處理食物，很可能是多種可預防的疾病的成因，又或可增加得病的風險。幸運的是，番茄中的番茄紅素的濃度再製成果汁或番茄醬後並不會有所改變，甚至會增加。

## 外部連結
- Phytochemicals and Cardiovascular Disease （页面存档备份，存于）－美國心臟協會
- Phytochemical Database－美國農業部
- Phytochemicals at LPI （页面存档备份，存于）－奧勒岡州立大學的Linus Pauling學院
- Phytochemical Image Database 中草藥化學圖像數據庫 （页面存档备份，存于） - 香港浸會大學中醫藥學院